# 1900 en santé et médecine
| Années de la santé et de la médecine : 1897 - 1898 - 1899 - 1900 - 1901 - 1902 - 1903    |
| Décennies de la santé et de la médecine : 1870 - 1880 - 1890 - 1900 - 1910 - 1920 - 1930 |

Cet article présente les faits marquants de l'année 1900 en santé et médecine.

## Événements
- 2-8 août : le 9e congrès international de pharmacie se tient à Paris[1].
- 7 août : à l'occasion du congrès de pharmacie, Henri Moissan inaugure, place Louis-Marin à Paris, le monument sculpté par Édouard Lormier et érigé en l'honneur de Pelletier et Caventou, les découvreurs de la quinine[2].
- 7 octobre : fondation de la Société fribourgeoise de pharmacie, devenue Société des pharmaciens du canton de Fribourg[3].
- Une mission scientifique menée à Cuba sous la direction du médecin militaire américain Walter Reed et comprenant le bactériologiste James Carroll, le parasitologue Jesse William Lazear et le pathologiste tropicaliste Aristides Agramonte (it) confirme les hypothèses du naturaliste cubain Carlos Finlay, et prouve que la fièvre jaune est transmise par un moustique identifié peu après comme Aedes aegypti[4].
- Sigmund Freud traite pendant onze semaines une jeune fille de dix-huit ans, Ida Bauer, alias Dora[5], dont il publie le cas en 1905 dans ses  Cinq psychanalyses, sous le titre de Fragments d'une analyse d'hystérie.
- Le physiologiste néerlandais Willem Einthoven invente l'électrocardiogramme, ce dont il sera récompensé par le prix Nobel de médecine en 1924[6].
- Le médecin et biologiste autrichien Karl Landsteiner, qui recevra le prix Nobel de médecine en 1930, distingue les premiers groupes sanguins.
- Parution d'un court-métrage d'Alice Guy, comédie burlesque intitulée Chirurgie fin-de-siècle[7].
- Parution de La Chirurgie de l'avenir, film de Georges Méliès.

## Naissances
- 12 janvier : Fuller Albright (en) (mort en 1969), endocrinologiste américain, spécialiste du métabolisme du calcium.
- 21 janvier : Bernhard Rensch (mort en 1990), biologiste allemand.
- 2 février : MacDonald Critchley (mort en 1997), neurologue britannique.
- 21 mars : Gabriel Nadeau (mort en 1979), médecin et homme de lettres canadien[8].
- 13 avril : Jacques Lacan (mort en 1981), psychiatre français.
- 2 mai : Henri Nouvion (mort en 1982), médecin français.
- 6 mai : Dave Elman (en) (mort en 1967, acteur, compositeur et hypnothérapeute américain.
- 21 mai : Maurice Coumétou (mort en 1999), médecin, psychologue et statisticien français.
- 22 juin : Edgar Van Nuys Allen (en) (mort en 1961), médecin américain, auteur de la manœuvre d'Allen.
- 21 juillet : Georges Le Neindre (mort en 1918), préparateur en pharmacie, engagé volontaire et « mort sur le champ de bataille des suites de blessures de guerre »[9].
- 26 juillet : Marc Schlumberger (mort en 1977), psychanalyste français.
- 29 juillet : Albert Dion (mort en 1971), chirurgien québécois[10].
- 25 août : Hans Adolf Krebs (mort en 1981), médecin allemand, prix Nobel de physiologie ou médecine de 1953.
- 2 octobre :
  - Albert Jutras (mort en 1981), radiologue canadien.
  - Arturo Rosenblueth (mort en 1970), physicien et physiologiste mexicain.
- 11 octobre : Pierre Mâle (mort en 1976), psychiatre français.
- 27 octobre : Peter Kerley (mort en 1979), radiologue britannique.
- 7 novembre : Robert Soblen (mort en 1962), psychiatre américain d'origine lituanienne, et espion soviétique.
- 30 novembre : Mary Lasker (morte en 1994), activiste dans le domaine de la santé et philanthrope américaine.
- 3 décembre : Richard Kuhn (mort en 1967), biochimiste austro-allemand.
- 9 décembre : Joseph Needham (mort en 1995, biochimiste, historien des sciences et sinologue britannique.

Date inconnue
- Madeleine Rambert (morte en 1979), psychanalyste suisse.
- Norman Maier (mort en 1977), psychologue américain.

## Décès
- 5 janvier : William Hammond (né en 1828), médecin militaire et neurologue américain.
- 21 janvier : Giovanni Buzzacchi (né en 1836), patriote et médecin italien.
- 29 janvier : Léocadie Gascoin (née en 1828), fondatrice de la congrégation des sœurs Marianites de Sainte-Croix, pour la prière, l'enseignement et les soins aux malades.
- 3 février : François Le Bon (né en 1807), chirurgien français[11].
- 1er avril : George Jackson Mivart (né en 1827), naturaliste britannique.
- 13 avril : Gustave Planchon (né en 1833), pharmacien et naturaliste français.
- 21 avril : Alphonse Milne-Edwards (né en 1835), médecin et zoologiste français.
- 28 avril : Victor Fayod (né en 1860), dentiste, micologue et bactériologiste suisse.
- 2 mai : Édouard Grimaux (né en 1835), chimiste et pharmacien français.
- 15 août : John Anderson (né en 1833), médecin et naturaliste écossais.
- 13 novembre : Alfred D'Hont (né en 1838), magnétiseur belge.
- 23 novembre : Joseph Mortimer Granville (né en 1833), médecin anglais.
- 25 novembre : Léopold Ollier (né en 1830), chirurgien français, pionnier de la chirurgie orthopédique[12].
- 18 décembre : Charles Sabin Taft (né en 1835), médecin américain qui se trouvait sur les lieux lors de l'assassinat d'Abraham Lincoln le 14 avril 1865.